# Maylis
Maylis é uma comuna francesa na região administrativa da Nova Aquitânia, no departamento Landes. Estende-se por uma área de 12,07 km². Em 2010 a comuna tinha 331 habitantes (densidade: 27,4 hab./km²).